# شفنينيات شيطانية
الشفنينيات الشيطانية (الاسم العلمي Mobulidae)، فصيلة أسماك بحرية من الشفنينيات تتكون في الغالب من أنواع كبيرة تعيش في المحيطات المفتوحة وهي غير قاعية (لا تعيش في قاع البحر).